# Oku-See
Der Oku-See ist ein Kratersee in der kamerunischen Provinz Nord-Ouest.

## Lage
Er liegt im Oku-Vulkanmassiv auf einer Höhe von 2.219 Metern über dem Meeresspiegel und ist einer der höchstgelegenen Seen des Bamenda-Hochlandes und ganz Kameruns. Der See besitzt eine ovale Form mit einer Länge von 2 km bei einer Breite von 1,4 km. Er liegt im Siedlungsgebiet der Völker der Fulbe und der Oku, denen der See als heilig gilt. Erreichbar ist der Oku-See von Kumbo über die Landstraße D102, oder über die Landstraße P24 von Bamenda nach Fundong. Der See war früher unter den Namen Mahues-See, Mahuès-See oder Mauwes-See bekannt. Ansonsten gilt der Oku-See als wenig erforscht, dieses obwohl er bereits Ende des 19. Jahrhunderts von Hauptmann Hans Glauning erstmals beschrieben wurde.

## Naturschutz
Der See liegt im Naturschutzgebiet Kilum-Ijim Forest Conservation Area. Seine Ufer sind unbewohnt und mit einem dichten Bergregenwald bewachsen. Im Uferbereich wächst das Brachsenkraut Isoetes biafrana, dieses ist sonst nur vom Moka-See auf der Insel Bioko bekannt. Im umliegenden Regenwald finden sich zahlreiche seltene Vertreter der Avifauna, so der stark gefährdete Bannermanturako (Tauraco bannermani) und seltene Vertreter der Primaten, wie der Thomas-Galago (Galagoides thomasi) und die Preuss-Meerkatze (Allochrocebus preussi). Im See lebt der nur vom Oku-See bekannte endemische Langfüßige Krallenfrosch (Xenopus longipes), der jedoch vom Befall des Chytridpilzes (Batrachochytrium dendrobatidis) bedroht ist. Ein Waldbrand im März 2000 zerstörte etwa 500 Hektar Wald um den Oku-See.